# Kwasowo (Ukraina)
Kwasowo (ukr. Квасово, węg. Kovászó) – wieś na Ukrainie, w rejonie berehowskim obwodu zakarpackiego. W 2001 roku liczyła 899 mieszkańców.

## Zabytki
- zamek feudalny, romański zamek wybudowany w XII-XIII wieku. W 1549 roku zamek zakupił P. Matuznai, który zajmował się grabieniem mieszkańców. Na sejmie w 1564 roku węgierscy magnaci postanowili zamek spalić. Warownia posiadała mury grubości 1,3 m natomiast w baszcie miały 2 m[2]. Obecnie obiekt jest w ruinie.